# Mohammad Al Mulla
Mohammad Al Mulla (1988) é um astronauta emiratense. Foi selecionado em abril de 2021 e treinou ao lado do Grupo 23 de Astronautas da NASA como um especialista de missão internacional.
Ele é um piloto e lidera o Departamento de Treino no Air Wing Center na Polícia de Dubai.